# Micah Hyde
Micah Richmond Hyde (Fostoria, Ohio, 31 de diciembre de 1990) más conocido como Micah Hyde, es un jugador profesional estadounidense de fútbol americano que se desempeña en la posición de safety en Buffalo Bills, equipo de la National Football League (NFL).

## Carrera
Fue seleccionado en la quinta ronda en la Reunión Anual de Selección de Jugadores de la NFL de 2013. Hizo su debut profesional con el equipo Green Bay Packers, en el cual jugó cuatro temporadas (2013-2017), luego pasó a Buffalo Bills, donde lleva jugando siete temporadas.